# Принс-Джорджес
Округ Принс-Джорджес (англ. Prince George's County) — округ в центральной части штата Мэриленд, непосредственно на восток от Вашингтона. Часть городской агломерации Вашингтон — Балтимор. Богатейший среди американских округов с афроамериканским большинством/
В разговорной речи имя округа обычно сокращают до P. G. County  («округ Пи Джи»), однако некоторые жители округа связывают это сокращение со стереотипами о преступности и относительной бедноте, и могут принять «Пи Джи» как оскорбление.
Административный центр округа (county seat) — город Аппер-Марлборо. 

## История
Округ был основан в 1696 году и назван в честь Георга Датского, супруга королевы Анны.

## География
Округ Принс-Джорджес граничит с Вашингтоном и Виргинией на западе, округом Монтгомери на северо-западе, округом Хауард на севере и округами Анн-Арандел и Калверт на востоке. В 2000 году в округе проживало 801 515 человек. 